# Epilysta
Epilysta är ett släkte av skalbaggar. Epilysta ingår i familjen långhorningar.
Kladogram enligt Catalogue of Life:
| Epilysta | \| \| Epilysta flavescens \| \| \| \| \| \| Epilysta mucida \| \| \| \| |
|          | \| \| Epilysta flavescens \| \| \| \| \| \| Epilysta mucida \| \| \| \| |
|          | Epilysta flavescens                                                     |
|          |                                                                         |
|          | Epilysta mucida                                                         |
|          |                                                                         |